# Liste der Monuments historiques in Divatte-sur-Loire
Die Liste der Monuments historiques in Divatte-sur-Loire führt die Monuments historiques in der französischen Gemeinde Divatte-sur-Loire auf.

## Liste der Bauwerke
| Bezeichnung             | Beschreibung                           | Standort                        | Kennzeichnung | Schutzstatus | Datum | Bild           |
| ----------------------- | -------------------------------------- | ------------------------------- | ------------- | ------------ | ----- | -------------- |
| Château de la Berrière  | Schloss, erbaut ab dem 15. Jahrhundert | in Barbechat (Lage)             | PA44000047    | Inscrit      | 2011  | weitere Bilder |
| Château de la Vrillière | Schloss, erbaut im 17. Jahrhundert     | in La Chapelle-Basse-Mer (Lage) | PA44000027    | Inscrit      | 2001  |                |